# Mark Bowen (écrivain)
Pour les articles homonymes, voir Mark Bowen.
Mark Bowen ( / ˈb oʊ ən / ) est un écrivain scientifique américain.
Il a écrit sur la politisation du changement climatique et sur James E. Hansen.  
Détenteur d'un doctorat en physique du Massachusetts Institute of Technology, il est aussi connu pour être un grimpeur et un alpiniste qui a atteint le sommet du mont Kilimandjaro.